# عبد الله الفاخوري
عبد الله رائد محمود الفاخوري (مواليد 22 يناير 2000) هو لاعب كرة قدم أردني محترف يلعب كحارس مرمى في نادي الوحدات ووالمنتخب الأردني. عندما كان مراهقًا، كان يعتبر بالفعل أحد أكثر المواهب الواعدة في بلاده في هذا المنصب و خاض تجربة احترافية في نادي العين السعودي.

## مهنة النادي
خاض الفاخوري محاكمة مع فريق الواصلاند بيفرين البلجيكي في يونيو 2018. كما تلقى دعوات من ريال بلد الوليد في إسبانيا  وسبورتينغ لشبونة في البرتغال.  ومع ذلك ، في الشهر التالي ، وقع أول عقد احترافي له ، وقرر البقاء في الوحدات لمدة أربع سنوات.  يُنظر إليه عمومًا على أنه خليفة عامر الشافي. 

## الأعمال الدولية
تولى الفاخوري قيادة منتخب الأردن لكرة القدم تحت 19 سنة إلى الظهور في بطولة آسيا للشباب تحت 19 عاما عام 2018 ، حيث احتل المركز الأول في مجموعته المؤهلة. قبل أن يلعب الفاخوري مع فريق الوحدات الأول ، تم استدعائه للمنتخب الوطني الأول أواخر عام 2017 للدور الثالث من تصفيات كأس آسيا عام 2019. 